# Seznam slovenských hráčů v KHL v sezóně 2021/2022
Toto je seznam hráčů Slovenska v sezóně 2021/2022 KHL.

| Klub                       | Hráč                                                 | Link             |
| Bobrovova divize           | Bobrovova divize                                     | Bobrovova divize |
| -------------------------- | ---------------------------------------------------- | ---------------- |
| Jokerit                    | nikdo                                                | Zde              |
| Severstal Čerepovec        | Adam Liška                                           | Zde              |
| SKA Petrohrad              | nikdo                                                | Zde              |
| HK Soči                    | Martin Bakoš - 27.1.2022 odchod do HC Oceláři Třinec | Zde              |
| HK Viťaz Moskevská oblast  | nikdo                                                | Zde              |
| HK Spartak Moskva          | nikdo                                                | Zde              |
| Tarasovova divize          |                                                      |                  |
| CSKA Moskva                | nikdo                                                | Zde              |
| Dinamo Riga                | nikdo                                                | Zde              |
| HK Dynamo Moskva           | nikdo                                                | Zde              |
| HK Dinamo Minsk            | Patrik Rybár, Libor Hudáček                          | Zde              |
| Lokomotiv Jaroslavl        | nikdo                                                | Zde              |
| Charlamovova divize        |                                                      |                  |
| Ak Bars Kazaň              | nikdo                                                | Zde              |
| Avtomobilist Jekatěrinburg | nikdo                                                | Zde              |
| Metallurg Magnitogorsk     | nikdo                                                | Zde              |
| CHK Neftěchimik Nižněkamsk | nikdo                                                | Zde              |
| Torpedo Nižnij Novgorod    | Marek Hrivík                                         | Zde              |
| Traktor Čeljabinsk         | nikdo                                                | Zde              |
| Černyšovova divize         |                                                      |                  |
| Amur Chabarovsk            | nikdo                                                | Zde              |
| Avangard Omsk              | Peter Cehlárik                                       | Zde              |
| Barys Astana               | Tomáš Jurčo                                          | Zde              |
| HC Rudá hvězda Kunlun      | nikdo                                                | Zde              |
| Salavat Julajev Ufa        | nikdo                                                | Zde              |
| HK Sibir Novosibirsk       | Michal Čajkovský                                     | Zde              |